# ライオネル・クラブ
ライオネル・「バスター」・クラブ（Lionel "Buster" Crabb、1909年1月28日 - 1956年4月19日？）はイギリス海軍の士官、潜水士。1956年にMI6の依頼でソビエト連邦の巡洋艦を調査する秘密任務に就いていた際に行方不明となった。

## 前半生
クラブは1909年1月28日にサウス・ウェスト・ロンドンのストレタムで写真用具のセールスマンのヒュー・アレグザンダーと妻のベアトリスの間に産まれた。一家は貧しくクラブは若いころから様々な職についた。第二次世界大戦が始まる前にクラブはイギリス海軍予備員に登録した。

## 第二次世界大戦
大戦が開幕するとクラブは陸軍の銃手となった。1941年に海軍に籍を移し翌年に海軍の根拠地があるジブラルタルに送られた。当時イタリア海軍は人間魚雷や潜水士を用いてジブラルタルに停泊する連合国艦船の船殻にリムペットマインを取り付け爆破する作戦をおこなっており、クラブは港湾の監視と機雷除去を行う爆破処理班に配属された。当初は取り外された機雷の処理係だったが、後にダイビングも習得し危険な任務に取り組むようになった。
1942年12月8日に行われたイタリアの攻撃でヴィジンティニ中尉とマグロ上等兵曹がおそらく爆雷によって死亡した。彼らの死体とフィンやスクーバ装備はイギリス軍により回収されクラブとシドニー・ノウルズによって使われることになった。
クラブはマルタ島においてイタリア軍により軍艦に設置された吸着機雷を除去した働きによりジョージ・メダルを授与された。1943年にはイタリアの降伏を受けて北イタリアに派遣されリボルノやヴェニスの港での機雷除去任務に就き、これらの働きにより大英帝国勲章も授与された。ポーランド亡命政府の首相ヴワディスワフ・シコルスキがジブラルタル沖で乗っていたB-24が海に墜落し死亡した際には破壊工作がなかったか調査を行っている。
クラブはアメリカの水泳選手・俳優のバスター・クラブにちなんで「バスター」というニックネームで知られるようになった。戦争が終結するとクラブはパレスチナに派遣され、シオニストの民兵組織イルグンが設置した機雷の除去を行っている。1947年に少佐で海軍を除隊した。

## 除隊後
クラブは民間でも自分の潜水士としての能力をいかし、沈没したスペインのガレオン船の調査やオルダーマストンに存在した核兵器研究機関（Atomic Weapons Research Establishment）の依頼で放射性廃棄物の海中投棄調査などを行っている。海軍の仕事も請負い、沈没した潜水艦の生存者捜索にあたっている。1952年にマーガレット・エライン・プレイヤーと結婚したが数年後に離婚した。
1955年にクラブはシドニー・ノウルズと共にソビエト連邦の巡洋艦スヴェルドロフ級巡洋艦の秘密調査を行った。ノウルズは後に巡洋艦の艦首にバウスラスターを発見したと証言している。1955年3月にクラブは引退したが、すぐにMI6によってスカウトされた。

## クラブ事件
MI6はクラブにスヴェルドロフ級巡洋艦オルジョニキーゼの潜水調査をおこなうよう依頼した。オルジョニキーゼは、外交交渉のためイギリスを訪問していたニキータ・フルシチョフとニコライ・ブルガーニンを乗せイギリスを訪問中でポーツマスに停泊していた。ピーター・ライトの「スパイキャッチャー」によると、海軍の情報部がオルジョニキーゼのプロペラについて情報を欲していた。1956年4月19日にクラブはポーツマス港で潜水しオルジョニキーゼに向かったが、帰還しなかった。同行していたMI6の職員は十分な捜索を行わずに宿泊していたホテルを引き払い、宿泊客名簿の数ページも破り捨てた。10日後にイギリスの新聞がクラブが秘密任務中に行方不明になったことを報じた。
MI6は事件を糊塗しようと試みた。海軍省は、クラブはポーツマス近くのストークス湾において新型機雷の試験中に行方不明となったと発表した。ソ連政府は、5月4日になり艦の周囲で潜水士が目撃されていたとイギリス政府に抗議をおこなった。
当時のイギリスのアンソニー・イーデン首相はこの作戦について知らされていなかった。MI6のジョン・シンクレア長官がその後辞任したのはイーデン首相に解任されたのだという主張は間違いであり、イーデン首相は事件前にシンクレア長官の後任にMI5のディック・ホワイトを就任させることを決めていた。議会でも事件は取り上げられ、イーデン首相は質問に対し、問題の潜水士が死亡した状況を公にすることは公共の利益にはならいと説明を拒否した。
当時クラブの最後については様々な憶測がなされていた。オルジョニキーゼの乗員に見つかり撃たれ殺害された、捕虜となりソビエトの刑務所に収監されている、ソ連に亡命しようとしていたためMI5が殺害した、などの説があった。
14カ月後にポーツマス港から数km離れたピルジー島沖で潜水用スーツを着た死体が発見された。死体には頭部と両腕が失われており、離婚した妻や当時のガールフレンドもクラブであるのか確認することができなかった。シドニー・ノウルズは左膝の傷から本人であると証言したが、後に命令により認めただけで確証はなかったとコメントしている。検視陪審では死因不明とされたが、検視官はクラブである可能性が高いと発表した。
2007年にBBCとデイリー・ミラーは、オルジョニキーゼの艦底に機雷を設置しようとしていたクラブを殺害したというソ連の潜水士を自称する人物のインタビューを放送した。彼がクラブの首に刺したというナイフと授与されたという赤星勲章も示された。

## 映画
1958年にイギリスで製作された映画「潜航電撃隊」は、第二次世界大戦中の地中海におけるイタリア海軍特殊部隊とイギリスの潜水士の戦いを描いている。主人公のクラブ役はローレンス・ハーヴェイが演じた。

## 参照
1. 1 2  Secret spy diver report revealed , BBC, 12 June 2006
2. ↑  UKTV History "Infamous Assassinations", episode "General Sikorski" aired 2 April 2008
3. 1 2  1956: Mystery of missing frogman deepens
4. ↑  Hoole, Rob (2007年1月). “The Buster Crabb Enigma”.   Warship World. 2011年7月10日閲覧。
5. ↑  Andrew, Christopher. "Defend the Realm: The Authorized History of MI5." p. 326.
6. 1 2  Nick Webster and Claire Donnelly (2007年11月17日). “Cold war spy riddle ends”. Daily Mirror 2007年11月17日閲覧。
7. ↑  Rawls, John. A Theory of Justice. Harvard University Press, 1971, p. 1.
8. ↑  “Russian 'killed UK diver' in 1956”. BBC. (2007年11月16日) 2007年11月16日閲覧。